# Lehtineniana dissimilis
Espèce
Synonymes
- Uloborus dissimilis Berland, 1924

Lehtineniana dissimilis est une espèce d'araignées aranéomorphes de la famille des Uloboridae.

## Distribution
Cette espèce se rencontre en Nouvelle-Calédonie et au Vanuatu.

## Description
Le mâle syntype mesure 2,4 mm et la femelle syntype 4,5 mm.

## Systématique et taxinomie
Cette espèce a été décrite sous le protonyme Uloborus dissimilis par Berland en 1924. Elle est placée dans le genre Tangaroa par Lehtinen en 1967. Tangaroa Lehtinen, 1967 étant préoccupé par Tangaroa Marcus, 1952, il a été remplacé par Lehtineniana par Sherwood en 2022.

## Publication originale
- Berland, 1924 : « Araignées de la Nouvelle-Calédonie et des iles Loyalty. » Nova Caledonia. Zoologie, vol. 3, p. 159-255 (texte intégral).